# Bandera del estado Bolívar

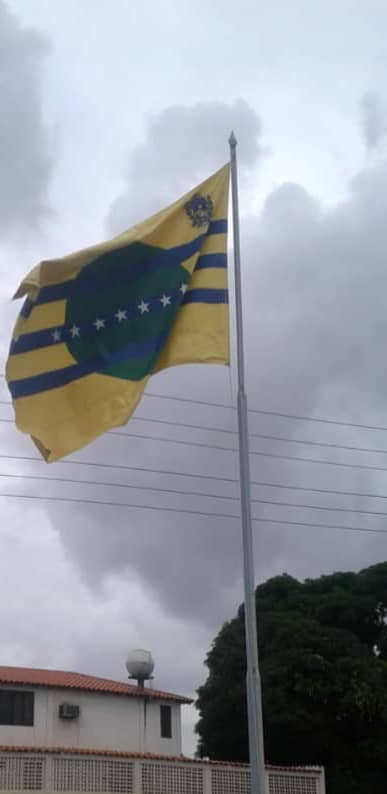
Bandera del Estado Bolívar

La bandera del Estado Bolívar es una bandera regional venezolana, diseñada por el artista plástico Jesús Soto. Está compuesta por tres colores: un campo amarillo, símbolo de la riqueza del estado, sobre el cual se encuentra un círculo verde, que simboliza la abundante vegetación del estado y tres franjas azules horizontales separadas entre sí que simbolizan los ríos que surcan dicho estado y sobre ellas ocho estrellas blancas. 
La bandera fue oficialmente izada por el gobernador Antonio Rojas Suárez, el 12 de octubre de 2000.

## Diseño

### Descripción
La Bandera del Estado Bolívar estará compuesta por los colores amarillo, verde y azul, de la siguiente forma: un campo amarillo, Símbolo de la Riqueza Minera del Estado; sobre el campo amarillo centrado un círculo verde, símbolo de la abundante vegetación del Estado; centrada sobre el campo amarillo y círculo verde, tres (3) franjas azules horizontales, separadas entre sí para simbolizar los ríos que surcan el Estado Bolívar. En la franja central de color azul, ocho (8) estrellas blancas de cinco (5) puntas cada una colocadas en forma horizontal, siete (7) de ellas representan las siete (7) Provincias que juntas declararon La Independencia de Venezuela y la octava (8va ) estrella constituye el Emblema de la Provincia de Guayana que Simón Bolívar, Libertador y Jefe Supremo de la República de Venezuela, dispuso agregar a la Bandera Nacional de Venezuela el 20 de noviembre de 1817 y llevará el Escudo de Armas del Estado en la parte superior izquierda.
Siete de ellas representan las siete provincias que juntas declararon la independencia de Venezuela y la octava constituye el emblema de la entonces conocida como Provincia de Guayana que Simón Bolívar, Libertador de la República de Venezuela, dispuso agregar a la Bandera Nacional de Venezuela el 20 de noviembre de 1817. Este es el mismo origen de la octava estrella de la actual bandera de la República Bolivariana de Venezuela, añadida en marzo del año 2006. En la parte superior izquierda, se encuentra el escudo de armas del Estado Bolívar.

### Construcción
La Bandera Oficial del Estado Bolívar estará compuesta por tres (3) secciones, con las siguientes medidas: la de campo amarillo, con una medida de ciento sesenta y ocho centímetros (168cm) de largo y ciento diez centímetros (110cm) de ancho; el círculo verde centrado sobre el campo amarillo de sesenta y nueve centímetros (69 cm) de circunferencia; centradas sobre el campo amarillo y el círculo verde tres (3) franjas azules horizontales, de ciento sesenta y ocho centímetros (168 cm.) de largo y diez centímetros (10cm) de ancho cada una, separadas entre sí por una distancia de diez centímetros (10cm).